# 赵成文
赵成文（1943年6月—），山东蓬莱縣人，生於黑龙江省佳木斯市，中國刑事相貌學以及刑事偵查專家。曾任中国刑事警察学院首席教授。赵成文享受国务院政府特殊津贴。

## 生平
1964年毕业于哈尔滨师范大学艺术系美术专业，后前往一所中学任教，1980年进入公安部人民警察干部学校从事教学工作。後來出任中国刑事警察学院科研处处长。2002年，赵成文开始古人颅像复原工作。2005年4月參與復原樓蘭美女肖像工作。2005年5月复原了埃及十八王朝法老图特卡蒙的肖像。赵成文還復原過明王妃、马王堆汉墓女尸、吴承恩、香妃的肖像。